# Musée d'Art islamique (Palerme)
Le musée de l'art islamique de Palerme, est une institution italienne, située dans l'arabo-normand palais de la Zisa, à l'ouest du centre historique. Il recueille des objets d'art islamique de la Sicile et du bassin méditerranéen, produits entre le IXe et le XIIe siècle.
Le musée a été ouvert en 1991 et est géré par la surintendance pour le Patrimoine culturel.

## Collection
Le palais de la Zisa, combinaison de l'architecture normande et arabes, est le lieu idéal pour accueillir cette collection.
Le musée expose des objets produits durant la période de la domination arabe en Sicile (IXe siècle-XIe siècle), mais la collection est constituée essentiellement par les objets d'art islamique de la période ultérieure de la domination normande (Xe siècle-XIIe siècle).
Parmi les pièces de la collection, il existe plusieurs outils et éléments de mobilier en laiton, or et argent, des moucharabieh en bois et une inscription chrétienne dans la pierre de 1149 en quatre langues : l'hébreu, le latin, le grec byzantin et l'arabe, qui témoigne de la multi-ethnicité de la Palerme médiévale.
Les œuvres exposées proviennent de différents pays du bassin méditerranéen.

## Galerie d'images

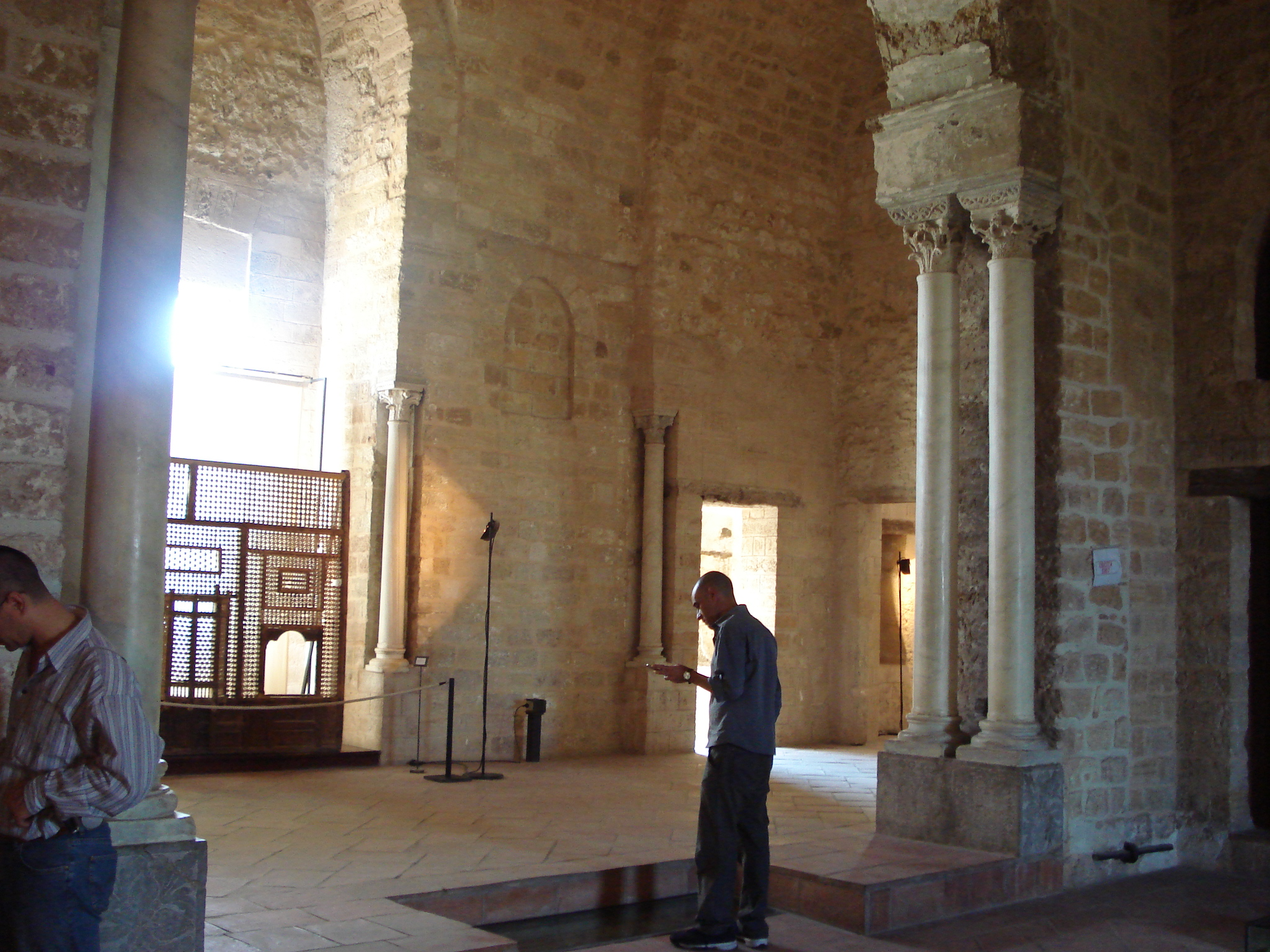
L'intérieur du musée, avec moucharabieh.
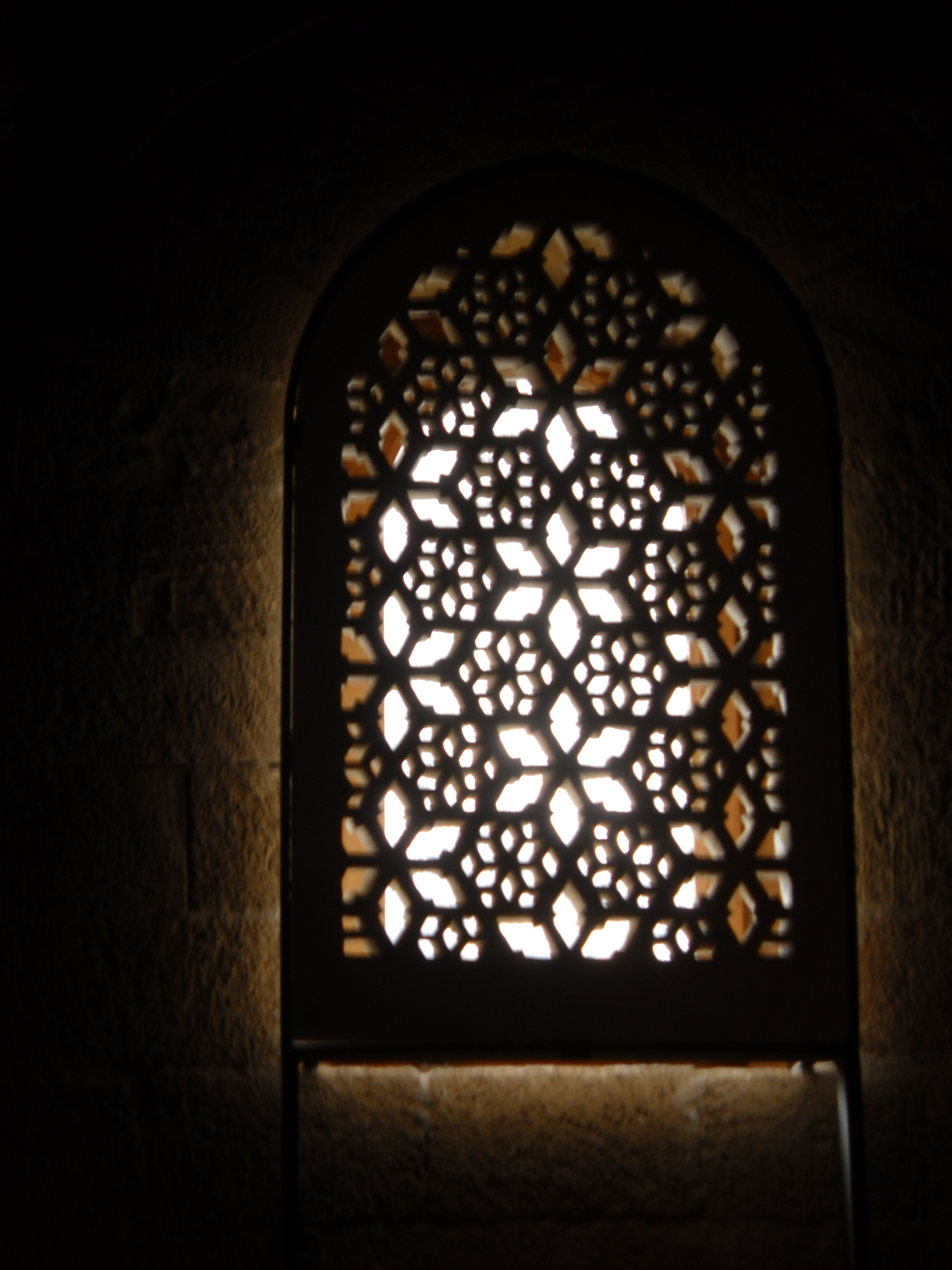
La Zisa fenêtre: une Fenêtre avec moucharabieh.
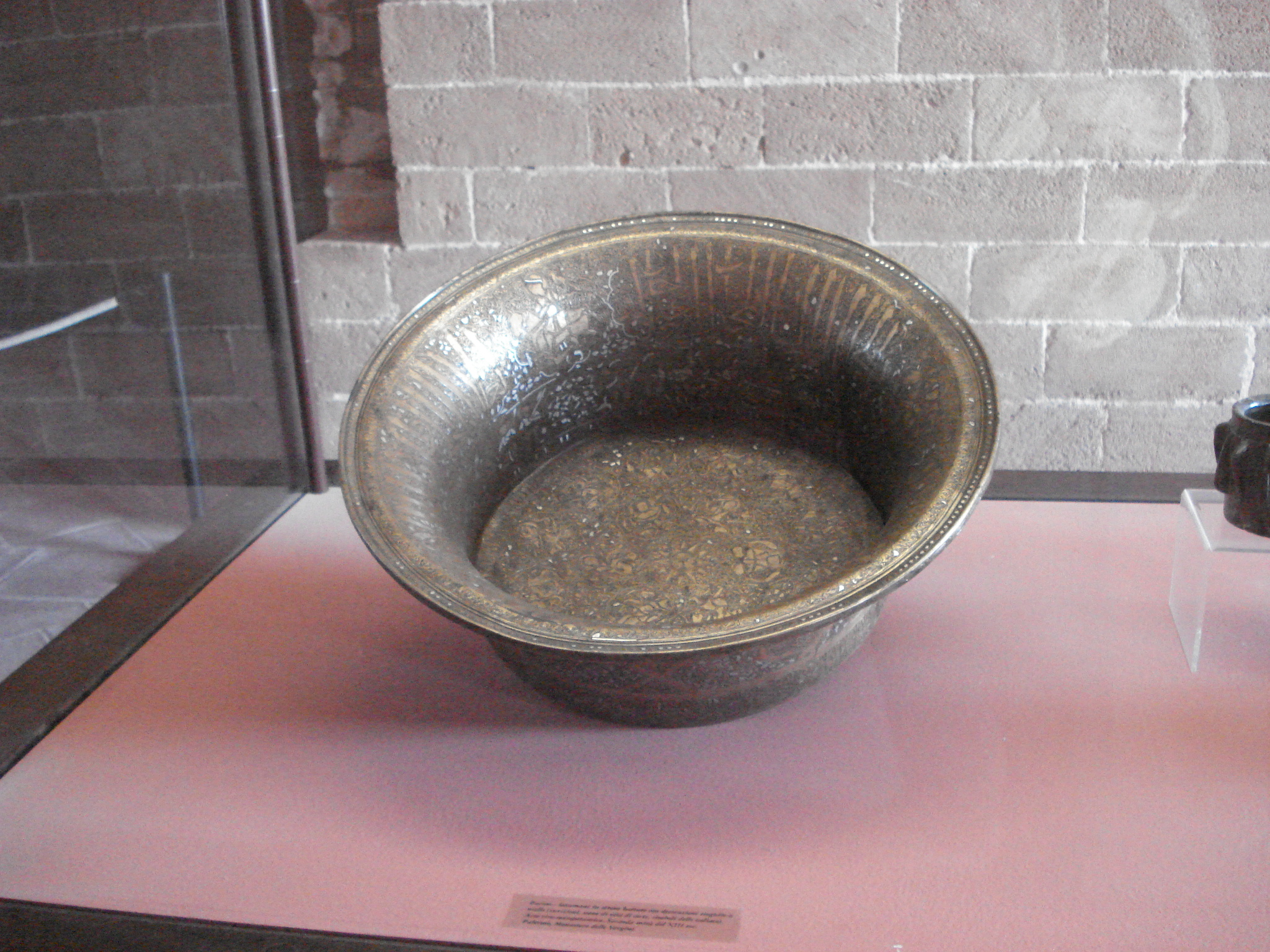
Un bassin avec une inscription en arabe.
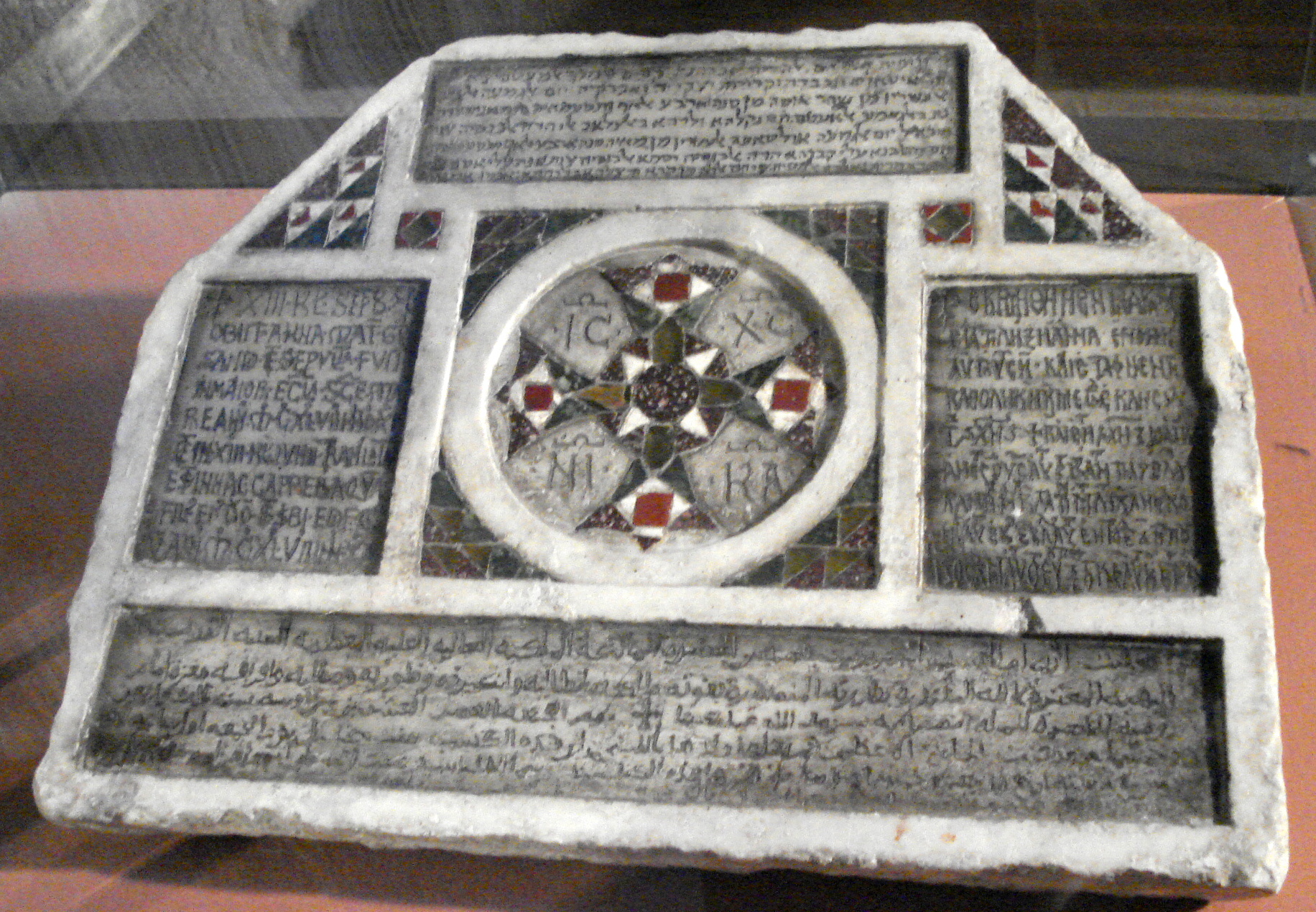
Plaque quadrilingue: l'hébreu, le Latin, le grec byzantin et arabe.
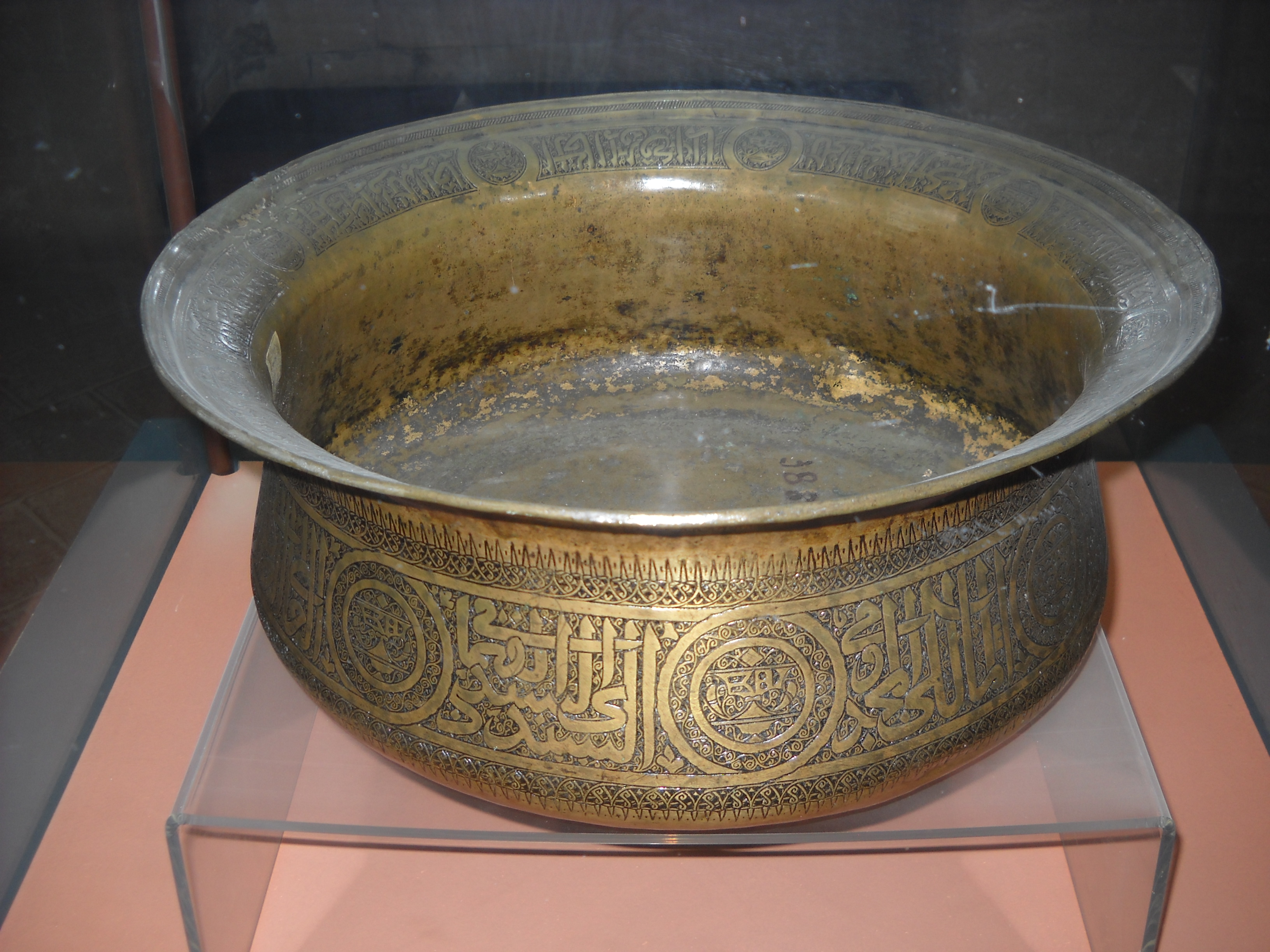
Bol avec des inscriptions en arabe
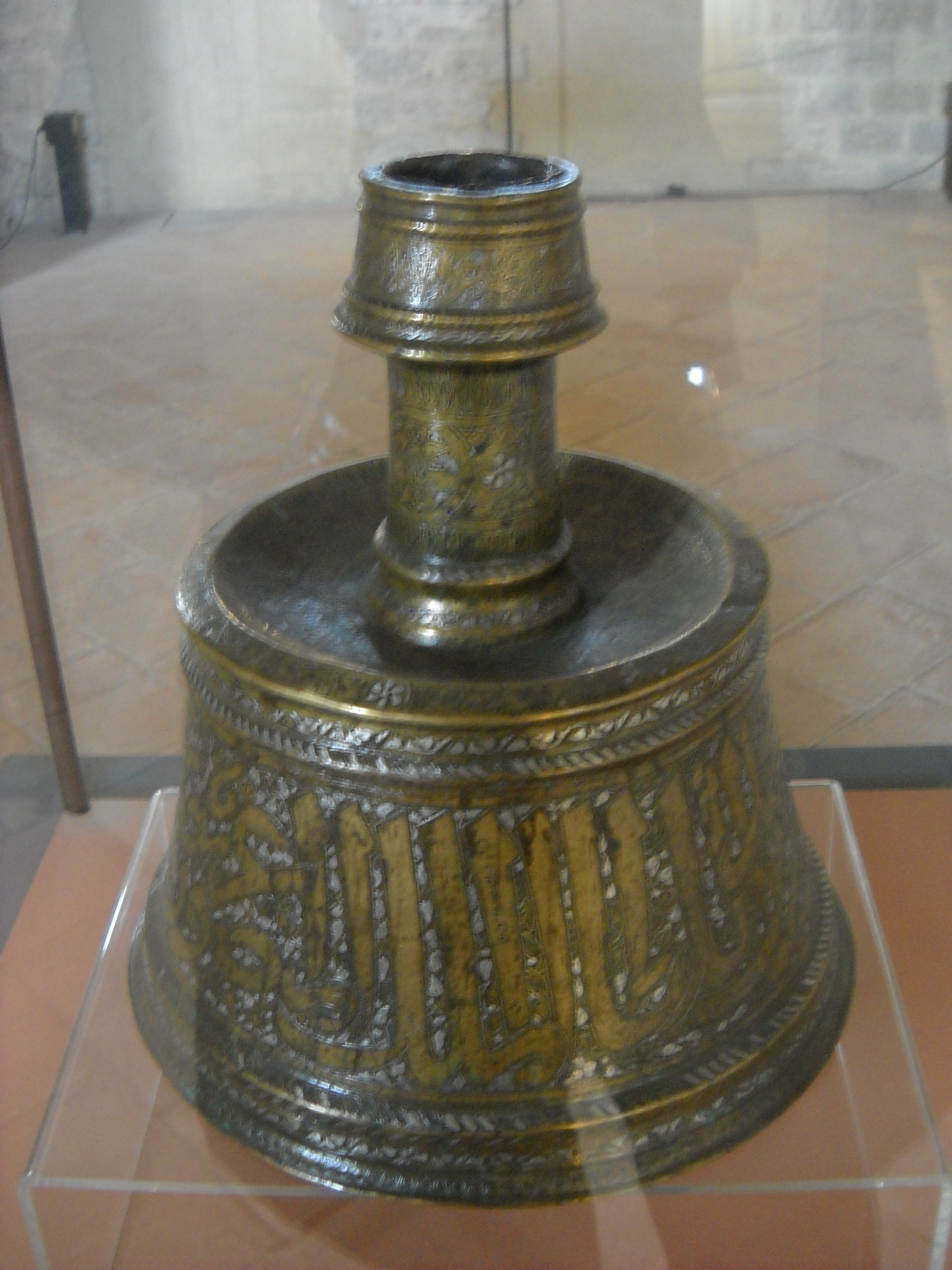
coupe
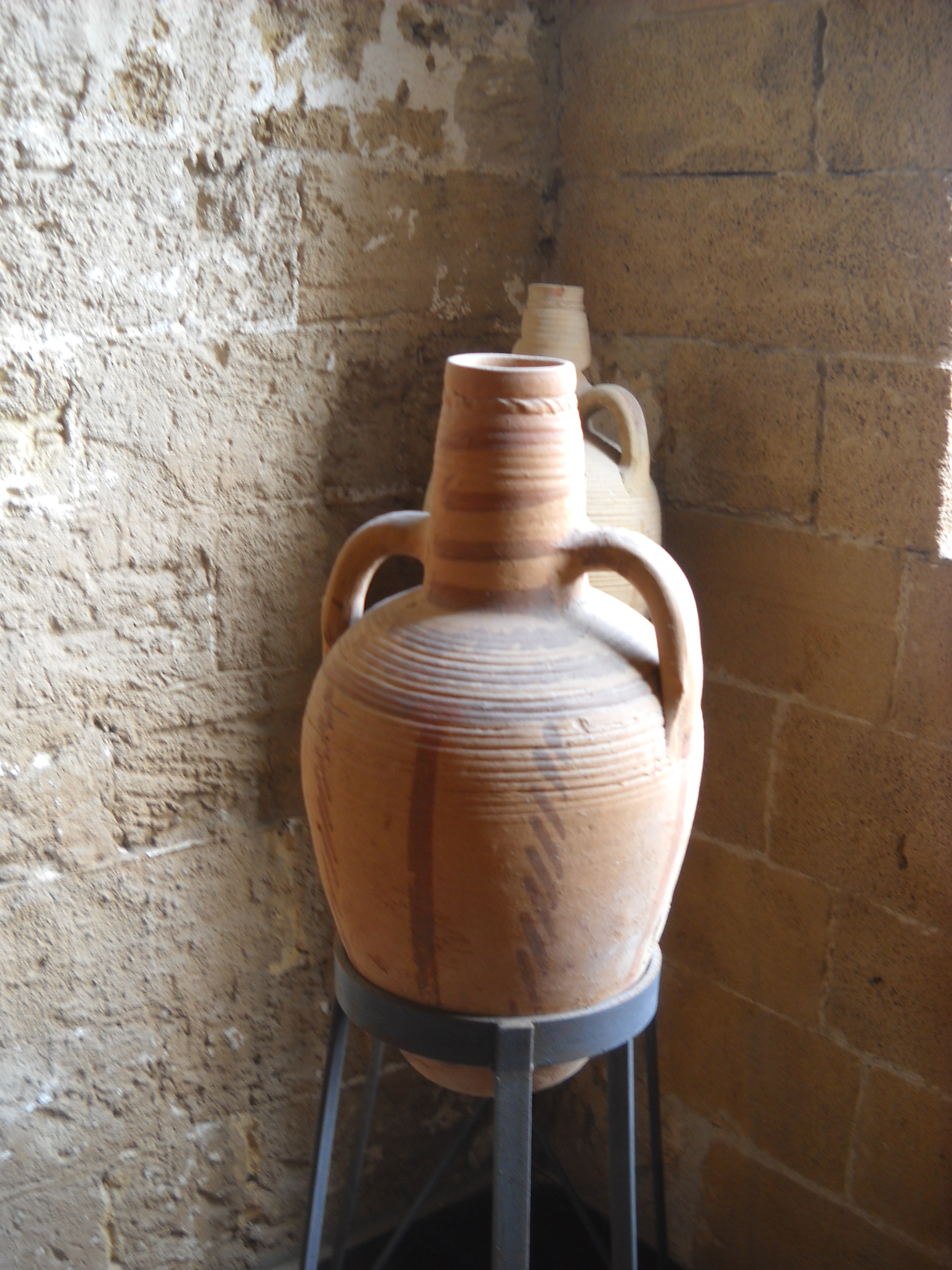
amphores

## Note
1. ↑  Castello della Zisa - Pagina ufficiale della Regione Siciliana
2. ↑  Palermotourism.it Museo Arte Islamica